# 애덤 그랜트
애덤 그랜트(Adam Grant, 1981년 8월 13일 ~ )는 펜실베니아 와튼 스쿨의 교수이자 기브앤 테이크의 저자이다. 그랜트는 최연소 종신 교수이자, 학생평가점수가 미국에서 가장 높은 교수중에 한명이다.

## 기브앤 테이크 (Give and take)
그는 사람에겐 세 가지 유형이 있다고 주장한다. 받은 것보다 더 많이 주기를 좋아하는 '기버(giver)'와 준 것보다 더 많이 받기를 바라는 '테이커(taker)', 받은 만큼 되돌려주는 '매처(matcher)'가 그것이다. 테이커는 최대한 타인을 착취하려고하고 매쳐는 똑같이 주고 받기 위해 노력하는 반면에, 기버들은 보기드물게 반대급부를 의식하지 않고 이타적 행위를 하는 사람들이다. 기버들은 때로 이용당하거나, 지쳐서 실패하지만 나머지는 사회 각계의 분야에서 큰 성과를 낸다는 것이다. 그는 왜 기버의 일부는 실패하고, 일부는 성공하는지에 대해서 분석하며 기버들의 성공은 과소평가되고 있다고 주장한다. 기버가 한없이 베풀기만 하다 녹초가 되면 결국 실패하지만(selfless giver), 자신의 욕구와 타인의 요구에 적절한 균형을 유지하는 기버는 큰 실적을 보인다. 성공한 기버(otherish giver)의 공통적 특징은 다른 사람의 이익뿐만 아니라 자신의 이익에도 관심이 많다는 것이다. 이 책은 아마존 종합 3위, 뉴욕타임스 2위까지 올랐고, 국내 번역본도 교보문고 종합 2위까지 올랐다.

## 오리지널스(Originals)
기브앤테이크에 이은 또하나의 베스트셀러 저서이다.

## 평판
와튼 스쿨에서 동료들과 학생들에게 그랜트는 '기버'로 알려져있다. 동급 명성과 지위를 가지고 있는 다른 인사들과 다르게, 그의 이메일이나 SNS 주소는 항상 누구에게나 열려있으며, 학생들의 진로 설계나 그의 전문분야인 업무관리에 관한 조언을 정기적으로 하고있다.

## 수상
2011년 포츈지는 그를 40세 이하 경영학 교수 40명 중 한명으로 그를 선정하였고, 비지니스위크는 2012년 가장 선호하는 교수 중 한명으로 그랜트를 지목하였다.